# Mściwoj I gdański

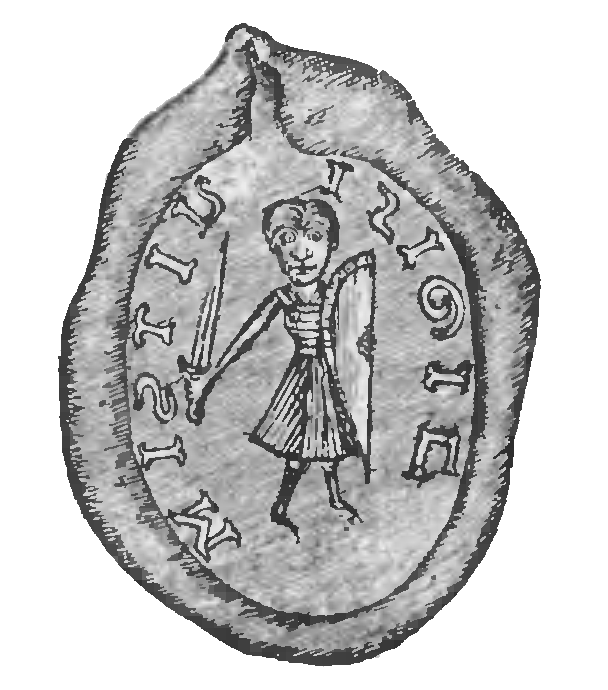
Pieczęć Mściwoja I

Mściwoj I gdański (Mszczuj, Mściwój, Mściwuj, pom. Mestwin) – namiestnik wschodniopomorski w latach 1205–1213/20. 

## Życiorys
Syn Sobiesława I z dynastii Sobiesławiców. Data urodzenia jest nieznana. 
Około 1190 pojął za żonę Zwinisławę Piastównę, jedną z córek Księcia Mieszka III Starego i jego żony Eudoksji Izjasławówny. Z tego związku urodziło się dziewięcioro dzieci (w tym czterech synów: Świętopełk, Warcisław I, Sambor II i Racibor).
Według jednych historyków (np. Gerarda Labudy) Mściwoj I był księciem gdańskim uznającym zwierzchność książąt krakowskich, według innych (np. Błażej Śliwiński) zaledwie namiestnikiem (princeps) gdańskim.
Po śmierci brata Sambora I około 1205 został mianowany, najprawdopodobniej przez ówczesnego księcia krakowskiego Władysława Laskonogiego, księciem/namiestnikiem gdańskim. Po wygaśnięciu około 1207 rodu Powałów, z którymi Mściwoj był spokrewniony po kądzieli, przeforsował swoje prawa do ziemi wyszogrodzkiej.
W pierwszych latach XIII wieku król duński Waldemar II przejawiał dużą ekspansywność na tereny nadbałtyckie. Zdołał podporządkować sobie zachodnie Pomorze, a w 1210 podczas wyprawy do Prus, hołd lenny złożył mu Mściwoj. Zależność ta trwała krótko i skończyła się, gdy Leszek Biały zdołał powrócić na tron krakowski w 1211. Już w maju 1212 Mściwoj wziął udział w zjeździe książąt polskich i episkopatu polskiego w Mąkolinie. Dokładne okoliczności i przyczyny złożenia przez Mściwoja hołdu lennego królowi duńskiemu nie są znane. Mogła być to próba uzyskania niezależności przez księstwo/namiestnictwo gdańskie. W Danii Mściwoja tytułowano księciem polskim, a na dokumencie pochodzącym ze zjazdu w Mąkolinie figuruje z tytułem dux. Jednak na dokumencie wystawionym przez Mściwoja w około 1213, w którym potwierdza fundacje klasztoru żukowskiego tytułuje się już tylko jako princeps. 
Według nekrologów pomorskich miał umrzeć w 1220 r. Część historyków uważa, że tak było w rzeczywistości (Błażej Śliwiński). Inni jednak (np. Gerard Labuda, Edward Rymar) zwracają uwagę, że w 1248 r. jego syn Świętopełk oświadczył, iż przez 12 lat opiekował się bratem Samborem, po czym wydzielił mu dzielnicę. Wiele wskazuje, że stało się to w latach 1225-1227. Z tego wynika, że Mściwoj I zmarł w 1213-1215 r.
Po jego śmierci rządy objął jego najstarszy syn Świętopełk, którego zobowiązał do uposażenia młodszych braci, gdy ci ukończą dwadzieścia lat.

## Kontrowersje wokół imienia
Etymologia tego imienia jest słowiańska, a ponieważ jego pisownia zachowała się w transkrypcji łacińskiej istnieją różne poglądy jak należy zrekonstruować jego pierwotne brzmienie. 
W źródłach imię to występuje w formie Mestivogius (spotykane są także formy skrócone: Mistiuy, Mistwi). Najstarszą rekonstrukcją imienia jest forma Mestwin (dzisiaj odrzucona). W literaturze spotyka się formę Mściuj (ewentualnie Mszczuj) – obecnie uważa się, że są to błędne rekonstrukcje formy Mściwuj – oraz formę Mściwoj. Obserwowana tendencja w ówczesnej pisowni zastępowania „o” przez „u” może świadczyć, że forma Mściwoj może być formą pierwotną. Według Gerarda Labudy, forma „Mściwuj” jest niedorzeczna, bo oznaczałaby „mściwego wuja”.
Według Szypowskich (1987) załączony kolorowy obrazek pochodzi z XVII w.
Jest patronem dzwonu g4 carillonu Ratusza Głównego Miasta w Gdańsku.